# Бобине
Бо́бине — село в Україні, у Путивльській міській громаді Конотопського району Сумської області. Населення — 467 осіб. До 2018 року орган місцевого самоврядування — Бобинська сільська рада.

## Географія
Село Бобине розташоване за 101 км від обласного центру та 74 км від районного центру. Найближчі сусідні населені пункти на відстані 1 км — місто Путивль та села Плахівка й Товченикове. Селом тече пересихаючий струмок із загатою та пролягає автошлях територіального значення Т 1921.

## Історія
Село засноване у другій половині XVII століття. Історична назва села — Сисоївка.
З 1926 року село перебувало в складі Путивльського району.
8 лютого 2018 року, в ході децентралізації, Бобинська сільська рада об'єднана з Путивльською міською громадою Путивльського району.
12 червня 2020 року, відповідно до розпорядження Кабінету Міністрів України № 723-р «Про визначення адміністративних центрів та затвердження територій територіальних громад Сумської області», село увійшло до складу Путивльської міської громади.
19 липня 2020 року, в результаті адміністративно-територіальної реформи та ліквідації Путивльського району, увійшло до складу новоутвореного Конотопського району.

## Населення

### Мова
Розподіл населення за рідною мовою за даними :
| Мова            | Кількість | Відсоток |
| --------------- | --------- | -------- |
| російська       | 352       | 75,37 %  |
| українська      | 114       | 24,41 %  |
| інші/не вказали | 1         | 0,22 %   |
| Всього:         | 225       | 100 %    |